# Franciszek Mirosław Więckowicz
Franciszek Mirosław Więckowicz herbu Giejsztor (zm. w 1722 roku) – posędek trocki w latach 1718–1722, podwojewodzi trocki od 1717 roku, sędzia grodzki trocki w latach 1715–1716, podczaszy trocki w latach 1703–1718.
Jako poseł województwa trockiego był uczestnikiem Walnej Rady Warszawskiej 1710 roku. Poseł inflancki na sejm 1718 roku.